# سد مبزرة
سددّ مُبَزَّرَة يقع في سفوح جبل حفيت في العين، المنطقة الشرقية في إمارة أبو ظبي، الإمارات العربية المتحدة. وقد أُطلق عليها اسم "أقدم منشأة مياه في تاريخ أبوظبي الحديث".

## الوصف
وكان السد واحداً من عدد من المشاريع التنموية التي قام بها الشيخ زايد بن سلطان آل نهيان في عهده حاكماً لمدينة العين، قبل توليه منصب حاكم أبوظبي عام 1966، وتعيينه كأول حاكم. رئيس دولة الإمارات العربية المتحدة في عام 1971. شييد السد لأول مرة في عام 1955، وتم ترميمه بعد خمسين عامًا في عام 2005 على يد فريق من دائرة الآثار والسياحة في العين.
وكان السد أول محاولة لاستغلال المياه المتدفقة قبالة جبل حفيت خلال موسم الشتاء الممطر، ولكن تم استبداله بحفر البئر العميق وإنشاء نبع ماء حار من صنع الإنسان في وسط منتجع المبزرة الأخضر السياحي. وقد أدى هذا البئر بدوره إلى استنفاد تدفق المياه إلى ينابيع عين الفايضة الساخنة القريبة.

## معرض صور

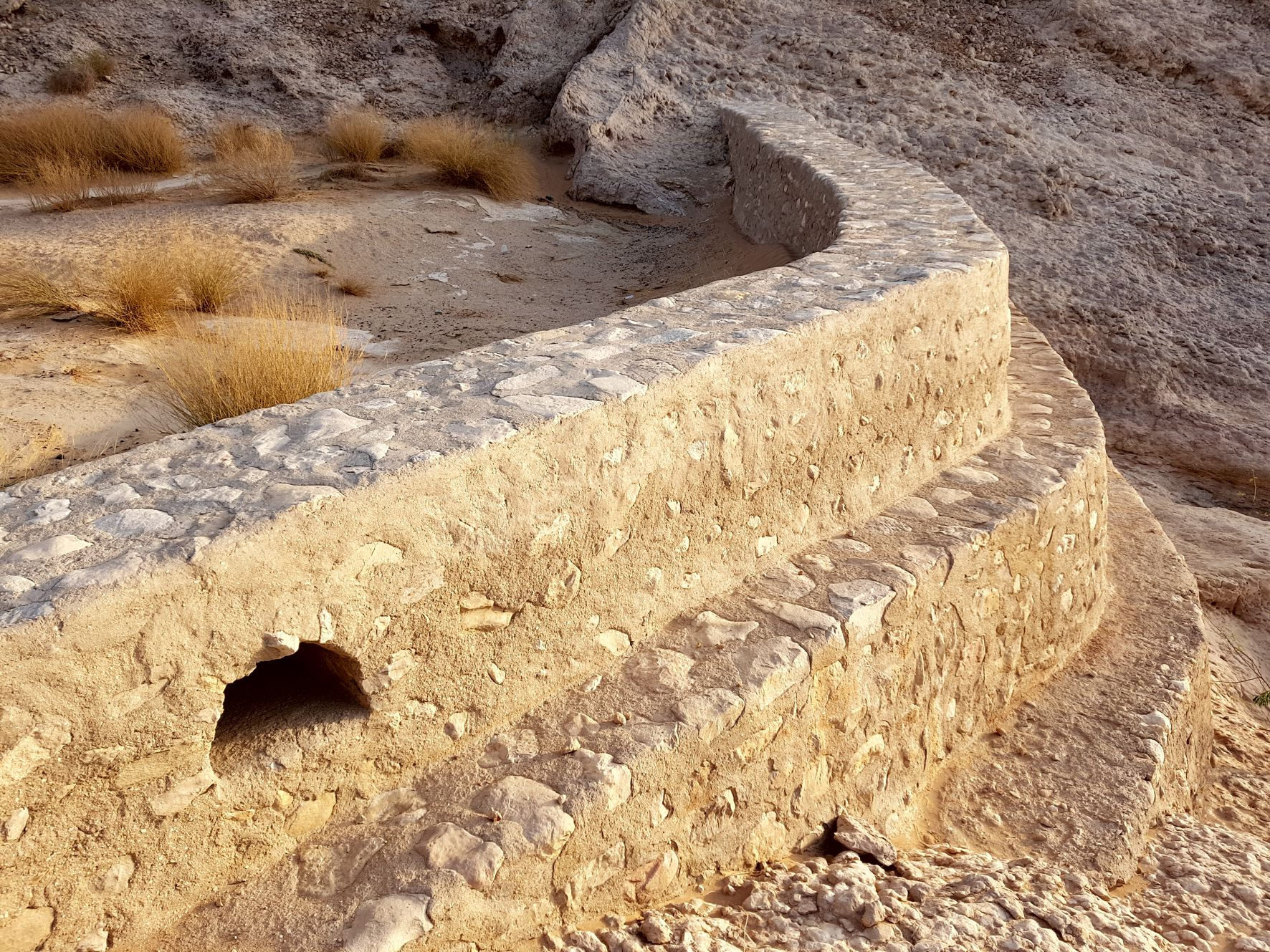
سد مبزرة
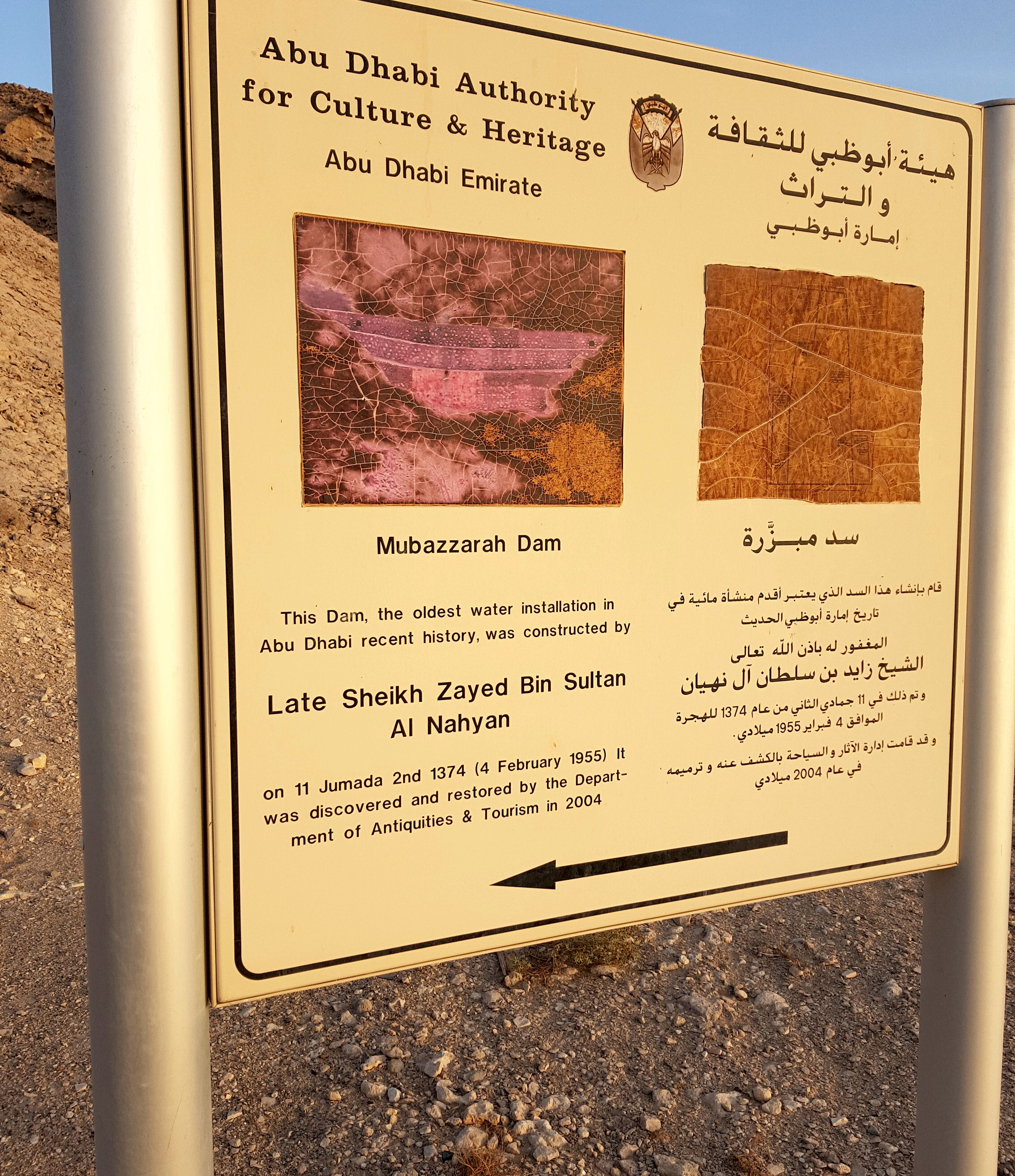
تشير اللافتة الموجودة على سد المبزرة إلى أنه "أقدم منشأة مائية" في تاريخ أبوظبي الحديث